# Ryusei
"Ryusei" (estilizada como R.Y.U.S.E.I.), é uma canção gravada pelo grupo masculino japonês Sandaime J Soul Brothers from Exile Tribe. Foi lançada em 25 de junho de 2014 pela Rhythm Zone e posteriormente incluída em Planet Seven (2015), quinto álbum de estúdio do grupo. Musicalmente, "Ryusei" é uma canção de J-pop com uma batida proeminente de EDM. Após seu lançamento, alcançou o primeiro lugar na parada japonesa Oricon Singles Chart e, devido ao seu sucesso comercial, posicionou-se no topo da Billboard Japan Hot 100 no ano de 2015.

## Vídeo musical
O vídeo musical de "Ryusei" foi filmado em Los Angeles, Estados Unidos. Em 3 de setembro de 2016, o número de suas visualizações na plataforma de vídeos Youtube, ultrapassou os cem milhões, tornando-o primeiro vídeo do canal oficial da Avex a alcançar tal feito.

## Faixas e formatos
- Download digital

1. "Ryusei" – 5:24
2. "Summer Dreams Come True" – 4:07
3. "Wedding Bell 〜素晴らしきかな人生〜"  – 4:59

- CD single

1. "Ryusei" – 5:24
2. "Summer Dreams Come True" – 4:07
3. "Wedding Bell 〜素晴らしきかな人生〜" – 4:59
4. "Ryusei" (Instrumental）– 5:24
5. "Summer Dreams Come True"（Instrumental）– 4:07
6. "Wedding Bell 〜素晴らしきかな人生〜"（Instrumental）– 4:59

- DVD

1. Ryusei (Vídeo musical）